# Laranja FD&C N.º 1
Laranja FD&C N.º 1 foi um dos primeiros corantes alimentares solúveis em água a ser comercializado, e um dos sete corantes alimentares originais permitidos sob o Pure Food and Drug Act de 30 de junho de 1906. No início dos anos 1950, após diversos casos relatados de doença em crianças que tinha ingerido quantidades excessivas do corante, a FDA conduziu novos e mais rigorosos testes em corantes alimentareas. O laranja 1 foi proibido para alimentos em 1956.
É um isômero do corante alaranjado II.